# Chiesa dei Santi Andrea e Donato
La chiesa dei Santi Andrea e Donato si trova a Savignano, nel comune di Vaiano in provincia di Prato.
Esistente dal XIII secolo, ha struttura in pietra alberese (il calcare chiaro tipico della Toscana) e coro sette–ottocentesco. Sull'altare laterale sinistro è una venerata Madonna del Buonconsiglio, opera settecentesca, con  baldacchino dipinto da Giacinto Fabbroni.